# Дијатрема
Дијатрема је вулкански канал испуњен бречама, које су формиране током експлозија гаса. Дијатреме често могу избити на површину, када формирају туфне конусе, затим испуњен и релативно плитки кратер, познат као маар, или друге врсте вулканских канала.

## Појављивање
Кимберлитски и лампроитски вулкански канали, који су у вези са појављивањем дијаманата, се обично јављају као структуре богате волатилима или дијатреме, које се протежу од доње коре или горњег мантла. Многа лежишта бакра и других метала, који се јављају у асоцијацији са интрузивним бречастим каналима, богатим рудним минералима, се сматрају дијатремама.

## Економски значај
Економски значајна лежишта минералних сировина су у неким случајевима везана за дијатреме. Стварање велике дијатреме било је одговорно за стварање великог лежишта оловно-цинкано-сребрног лежишта Sullivan galena у Британској Колумбији у Канади.